# Elmwood Park (Illinois)
Elmwood Park é uma aldeia localizada no estado americano de Illinois, no Condado de Cook.

## Demografia
Segundo o censo americano de 2000, a sua população era de 25.405 habitantes.
Em 2006, foi estimada uma população de 24.295, um decréscimo de 1110 (-4.4%).

## Geografia
De acordo com o United States Census Bureau tem uma área de 4,9 km², dos quais 4,9 km² cobertos por terra e 0,0 km² cobertos por água.

## Localidades na vizinhança
O diagrama seguinte representa as localidades num raio de 8 km ao redor de Elmwood Park.